# Laudetia insularis
Espèce
Synonymes
- Phrurolithus insularis Petrunkevitch, 1930

Laudetia insularis est une espèce d'araignées aranéomorphes de la famille des Liocranidae.

## Distribution
Cette espèce est endémique de Porto Rico.

## Étymologie
Son nom d'espèce lui a été donné en référence au lieu de sa découverte, une île.

## Publication originale
- Petrunkevitch, 1930  : The spiders of Porto Rico. Part three. Transactions of the Connecticut Academy of Arts and Sciences, vol. 31, p. 1-191.